# الاشتراكية الديمقراطية
الاشتراكية الديمقراطية (بالإنجليزية: democratic socialism)‏ هو وصف تستخدمه الحركات الاشتراكية والمنظمات المختلفة، للتأكيد على الطابع الديمقراطي لميولها السياسية. تؤيد الاشتراكية الديمقراطية إقامة ديمقراطية اقتصادية لامركزية وتعارض الحركات السياسية التي تلجأ إلى الاستبدادية والتسلطية، مثل الستالينية، كوسيلة لتحقيق الانتقال من الرأسمالية إلى الاشتراكية.
يرى الاشتراكيون الديمقراطيون بأن الانتقال إلى الاشتراكية سيكون إما عبر ثورة شعبية من الأسفل، أو عن طريق انتخابات ديمقراطية نزيهة.
ترفض الاشتراكية الديمقراطية كافة أشكال التنظيم المركزية التي تلجأ إليها الأحزاب الشيوعية اللينينة، كالمركزية الديمقراطية.
ترفض الاشتراكية الديمقراطية التخطيط المركزي البيروقراطي (النموذج السوفيتي) كأساس لأي نظام اقتصادي ما بعد – رأسمالي، وتدعو إلى إحلال التخطيط الديمقراطي اللامركزي محل السوق الرأسمالية. بينما يفضل بعض الاشتراكيين الديمقراطيين نموذج اشتراكية السوق.
يستخدم البعض مصطلح الديمقراطية الاشتراكية كمرادف للاشتراكية الديمقراطية. إلا أنه يجدر الذكر بأن الديمقراطية الاشتراكية الحديثة تحافظ على نمط الإنتاج الرأسمالي، فيما يدعو العديد من الاشتراكيين الديمقراطيين إلى استبداله باشتراكية مدارة ديمقراطياً.

## التعريف
لا يوجد تعريف واحد جامع للاشتراكية الديمقراطية، لكثرة التيارات الفكرية والسياسية التي تندرج تحت لافتتها.
فبعض التعاريف جعلتها قريبة من الديمقراطية الاشتراكية، تحذو حذوها في السياسات الاقتصادية الإصلاحية كإعادة التوزيع المالية، التأميمات الطفيفة، دولة الرفاه، واشتراكية السوق.
بينما ميزت تعاريف أخرى جذرياً ما بين الديمقراطية الاشتراكية والاشتراكية الديمقراطية، وصنفت الثانية على أنها «اشتراكية من الأسفل» معادية للاستبداد وجعلتها على تناقض مع الديمقراطية الاشتراكية والستالينية في آن واحد. وبناء على ذلك، أمكن تعريف الاشتراكية الديمقراطية بأنها الإدارة الجماعية للإقتصاد، التي يشارك بها كافة المواطنين ديمقراطياً، والتي تقوم على الإدارة الذاتية للعمال. على النقيض من التخطيط المركزي والتأميمات، التي تعد سمة من سمات اشتراكية الدولة.
تطلق تسمية الاشتراكية الديمقراطية أيضاً على كل من يسعى لبناء الاشتراكية والديمقراطية في آن واحد، أو من يسعى لتحقيق الحرية والعدالة الاجتماعية من خلال تفعيل كل من الديمقراطية السياسية والديمقراطية الاجتماعية سوية. كما تطلق على من يناصر مبادئ الديمقراطية الاقتصادية والديمقراطية التشاركية.
كان هذا المصطلح يستخدم أحياناً للإشارة إلى أنظمة الحزب الواحد في أوروبا الشرقية التي أصلحت ديمقراطياً، كالمجر بعد ثورة 1956 وتشيكوسلوفاكيا بعد ربيع براغ عام 1968 والاتحاد السوفيتي بعد البيروسترويكا عام 1986.
كما تحول العديد من الأحزاب الماركسية-اللينينية إلى الاشتراكية الديمقراطية بعد سقوط جدار برلين والكتلة الشرقية، كحزب الاشتراكية الديمقراطية الألماني (أصبح لاحقاً جزء من الحزب اليساري الألماني).

## التاريخ

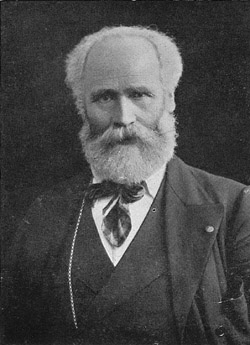
جايمز هاردي، اشتراكي ديمقراطي مبكر، ومؤسس حزب العمال المستقل البريطاني

اعتبر هال درابر، الكاتب الأمريكي، كارل ماركس من أول المنادين باشتراكية ديمقراطية من الأسفل، تشارك في بنائها البروليتاريا بأكملها، لا حزب واحد بعينه أو قائد واحد بعينه.
و أشار درابر بأن روزا لوكسمبورغ كانت من أشد المدافعين عن ما سماه «الاشتراكية الديمقراطية – الثورية» وعفوية الحركة الجماهيرية. أما في الولايات المتحدة، فكان يوجين فيكتور دبس، المرشح الرئاسي الأمريكي لخمس مرات، من أبرز حاملي راية الاشتراكية الديمقراطية – الثورية، وفقاً لدرابر.
و في بريطانيا، كانت العديد من المنظمات العمالية تقوم بالدعوة إلى الديمقراطية السياسية، إلى جانب التزاماتها الاشتراكية، كحركة «التشارتيين» الذين أثمر نضالهم بحق الاقتراع العام ونيل الطبقة العاملة حقوقها السياسية في القرن التاسع عشر.
شكل فكر النقابي الماركسي دانيال دي ليون، الذي عول على الفوز في صناديق الاقتراع، تياراً اشتراكياً ديمقراطياً مبكراً في الولايات المتحدة الأمريكية.
أسس حزب العمال البريطاني المستقل، الذي كان من أبرز الأحزاب الاشتراكية الديمقراطية في أوروبا إبان الحرب العالمية الأولى إلى جانب الحزب الديمقراطي الاشتراكي الألماني المستقل وحزب العمال النمساوي الديمقراطي الاشتراكي، منظمة عرفت بالأممية الثانية والنصف، التي كانت بدورها متأثرة بتيار فكري ماركسي يبحث عن طريق ديمقراطي إلى الاشتراكية يدعى «الماركسية النمساوية». رفضت الأممية الثانية والنصف الإصلاحية والشيوعية البلشفية في آن واحد وانتقدت كلاً من أحزاب الديمقراطية الاشتراكية والأممية الثالثة (كومنترن)، واتهمتهم بالدوغمائية لعدم مراعاتهم الظروف المختلفة لكل بلد.
جسدت الشيوعية المجالسية جنوحاً نحو الاشتراكية الديمقراطية في نبذها لدور الحزب الطليعي.

### أفريقيا
شكَّلت الاشتراكية الأفريقية أيديولوجية رئيسية في القارة وبقيت على ذلك المنوال حتى يومنا هذا. تخلى المؤتمر الوطني الأفريقي في جنوب أفريقيا عن أيديولوجيته الاشتراكية بعد استلامه السلطة عام 1994 وسلك طريق نيوليبرالية الطرف الثالث، على الرغم من استمرار انتمائه إلى الأممية الاشتراكية. منذ عام 2005 وحتى عام 2007، اجتاحت البلاد آلاف المظاهرات التي قام بها أفراد ينتمون إلى مجتمعات الطبقة العاملة الفقيرة، أدت إحدى تلك المظاهرات إلى نشأة حركة ديمقراطية اشتراكية جماعية قامت بها مجموعة من سكَّان الأكواخ تُدعى حركة سكَّان مجوندولو التي استمرت بالعمل لصالح التخطيط الشعبي وضد انتشار النظام الرأسمالي في الأرض والمنازل رغم قمع رجال الشرطة لها. عام 2013، صوَّت اتحاد العاملين في المعادن في جنوب أفريقيا، وهو أكبر الاتحادات التجارية في البلد، على سحب الدعم المُقَدَّم من المؤتمر الوطني الأفريقي والحزب الشيوعي في جنوب أفريقيا، وتأسيس حزب اشتراكي مستقل لحماية مطالب الطبقة العاملة، ونتج عن ذلك تشكيل الجبهة المتحدة.
تُعتبَر حركة الديمقراطيين الاشتراكيين أحد الأحزاب الاشتراكية الديمقراطية في أفريقيا، بالإضافة إلى حزب المؤتمر من أجل الجمهورية، وحركة الديمقراطيين الاشتراكيين، وحزب الديمقراطيين الوطنيين الموحَّد في تونس، والحزب الثوري والاشتراكية البربرية في الجزائر، وتجمُّع الديمقراطيين في ناميبيا، وحزب التجمع الوطني التقدمي الوحدوي، والحزب الاشتراكي المصري، وحزب العمال والفلاحين المصري، وحزب العمال الديمقراطي، والاشتراكيين الثوريين، وحزب التحالف الشعبي الاشتراكي في مصر، وحزب الطليعة الاشتراكي الديمقراطي في المغرب. لعب الاشتراكيون الديمقراطيون دورًا رئيسيًا في الربيع العربي عام 2011، خصوصًا في مصر وتونس.

### آسيا
لا يدعو الحزب الشيوعي الياباني إلى ثورة عنيفة في اليابان، بل يقترح إقامة ثورة ديمقراطية برلمانية لتحقيق «التغيير الديمقراطي في السياسة والاقتصاد» بدلًا من ذلك. كان هناك اهتمام متزايد بالحزب الشيوعي الياباني بين العاملين والشباب اليابانيين بسبب الأزمات الاقتصادية لعامي 2007 و2008.
بعد الانتخابات العامة لعام 2008، كان مايكل جياكومار ديفاراج أول شخص منتسب إلى الحزب الاشتراكي الماليزي وعضو في البرلمان في الوقت نفسه.
كان حزب أكبايان لعمل المواطنين، الذي أسسه جويل روكامورا في شهر يناير من عام 1998، الحزب السياسي الرئيسي الذي يقيم حملة لدعم الاشتراكية الديمقراطية كونه حزب اشتراكي ديمقراطي وسياسي تقدمي. لطالما فاز حزب أكبايان لعمل المواطنين بمقاعد في في مجلس النوّاب، وأصبحت إيتا روزالس أول ممثلة له. وفاز الحزب بأول مقعد له في مجلس النواب عام 2016، عندما انتُخبت رئيسة المجلس، وعضو مجلس الشيوخ، والمرشحة لنيل جائزة نوبل للسلام ريزا هونتيفيروس لذلك المنصب.
عام 2010، كان هناك 270 كيبوتس (مستوطنة زراعية وعسكرية) في إسرائيل. وشكًلت مصانعها ومزارعها نسبة 9% من الناتج الصناعي لإسرائيل أي ما يُعادل 8 مليارات دولار أمريكي، و40% من الناتج الزراعي أي ما يعادل 1.7 مليار دولار.
طوَّرت بعض الكيبوتسات صناعات عسكرية وأخرى تعتمد على تقنيات حديثة. وفي عام 2010 أيضًا، حصل كيبوتس ساسا، الذي يحتوي على 200 عضو، على دخل سنوي مقداره 850 مليون دولار من صناعاته العسكرية البلاستيكية.
يُعتبَر الحزب الموحَّد الوطني في أفغانستان من الأحزاب الاشتراكية الديمقراطية في آسيا، بالإضافة إلى حزب الخامس من أبريل في هونغ كونغ، وتجمُّع عموم الهند ترينامول، وحزب ساماجوادي، وحزب سامتا، وجبهة سيكيم الديمقراطية في الهند، والحزب التقدمي الاشتراكي في لبنان، والمنتدى الفيدرالي الاشتراكي وحزب نايا شاكتي في نيبال، وحزب العمل في كوريا الجنوبية، وحزب الشعب الديمقراطي السوري، والاتحاد الاشتراكي العربي الديمقراطي في سوريا.

## الاشتراكية الديمقراطية اليوم
تنشط اليوم في معظم البلدان أحزاب اشتراكية ديمقراطية تكون على يسار الأحزاب الديمقراطية الاشتراكية.
من أبرز الأحزاب الاشتراكية الديمقراطية الناشطة اليوم الحزب اليساري الألماني والحزب الاشتراكي الفنزويلي الموحد.

## بعض أعلام الاشتراكية الديمقراطية
- سلفادور أليندي [19]
- روزا لوكسمبورغ [20]
- جورج أورويل [21]
- يوجين ديبس
- دانيال دي ليون
- هوغو تشافيز [22]
- بيرتراند راسل